# Кратер (юрист)
Крате́р (др.-греч. Κρατερός; ранее 320 года до н. э. — 260-е годы до н. э.) — древнегреческий полководец, государственный деятель и юрист Древней Греции периода раннего эллинизма, единоутробный брат Антигона Гоната.

## Биография
Кратер — сын военачальника Кратера и дочери Антипатра Филы.
Находился на службе у своего отчима Деметрия I Полиоркета, принимая, в том числе, участие в битве при Ипсе. Впоследствии помогал своему младшему (по матери) брату Антигону Гонату получить власть в Македонии. В 280/279 году до н. э. Антигон назначил Кратера правителем Греции (с резиденцией в Коринфе).
В 272 году до н. э. Кратер принимал участие в успешном для Антигона походе против царя Эпира Пирра.
В 270-х годах до н. э. в целях противостояния попыткам Спарты усилить свое влияние, Кратер выступил на помощь Аристодему из Элиды. В 265 году до н. э. нанёс поражение спартанскому царю Арею I.
Кратер собрал афинские народные постановления и тому подобные документы, главным образом по надписям, под заглавием «Συναγωγή ψηφισμάτων». Сохранились отрывки из этого труда, в который, кроме актов, входили и комментарии к ним. Они упоминаются в сочинениях Гарпократиона и Стефана Византийского.
Жену Кратера звали Никея, а сына — Александр.
По некоторым данным, Кратер умер в 260-е годы до н. э. В управлении Грецией ему наследовал сын.